# Meusebach
Meusebach là một đô thị thuộc huyện Saale-Holzland, trong bang Thüringen, Đức. Đô thị Meusebach có diện tích 6,2 km².